# Miss All Nations
Miss All Nations (em tradução livre Miss de Todas as Nações) é um concurso de beleza feminino criado em 1989 na Tailândia, pelo empresário Alex Liu. O evento tomou grandes proporções e uma segunda edição foi realizada em 1990, mas logo ele foi descontinuado. Até que em 2010 - 21 anos depois - uma nova organização de origem singapurense, Exclusive Resources Marketing (ERM) assumiu a franquia e tomou os direitos do nome.
A mesma empresa detém os direitos também do famoso concurso masculino intitulado Manhunt Internacional. Desde então, apenas a edição de 2013 não foi realizada. Sua proposta é promover o eco-turismo a um nível global e manter as campanhas publicitárias que envolvem causas sociais e de meio ambiente. Além disso, seu objetivo não é focar na beleza externa das candidatas, mas por seu desejo de dedicar seus esforços ao serviço, servindo de encorajadora de causas sociais e de lutar pelo que é certo, em suma, fazer a diferença por voluntarismo. 

## História

### Primórdios

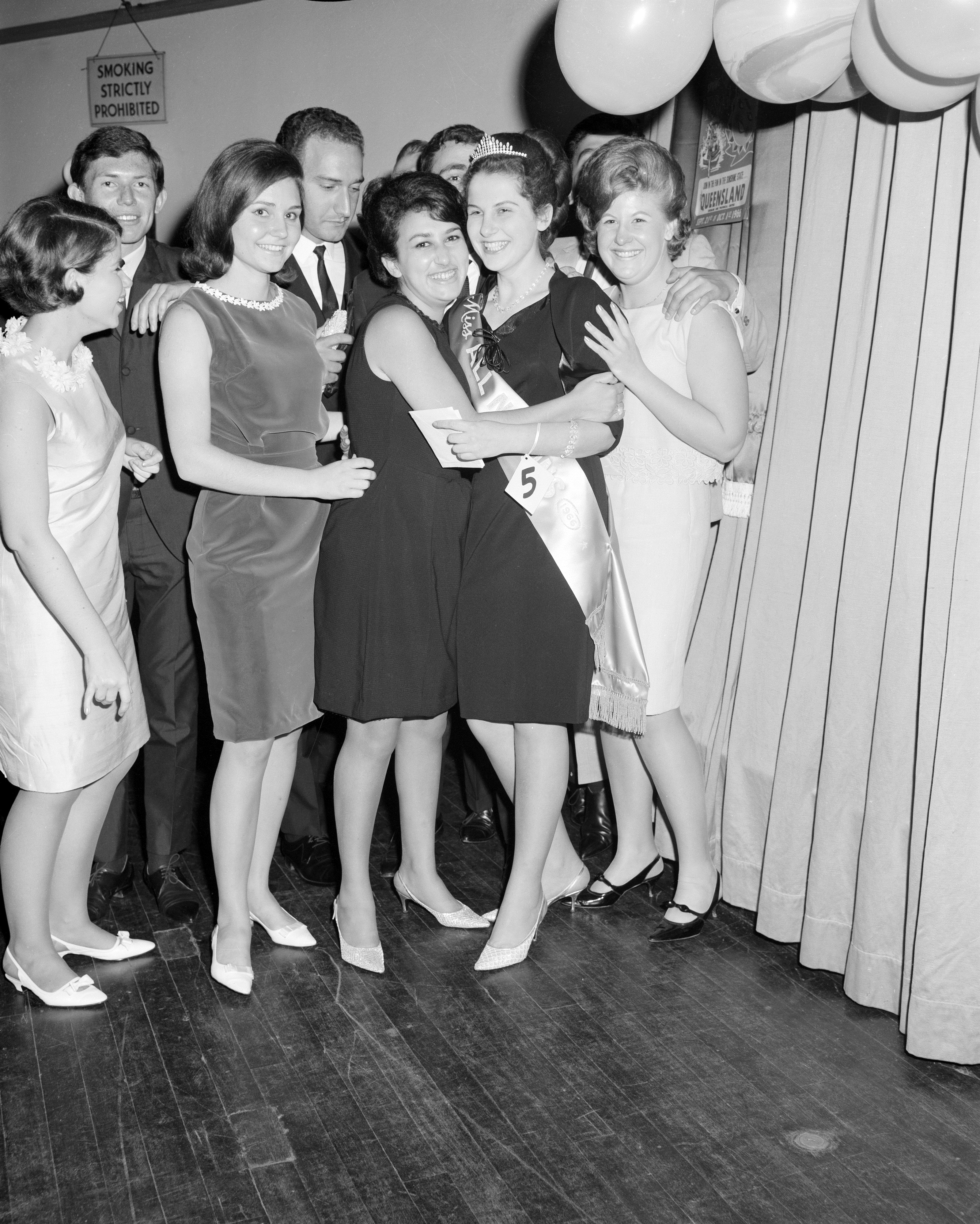
Na foto, a vencedora do Miss All Nations 1966, a russa Tania Ribchenkov.

Apesar do concurso figurar entre os principais concursos de beleza do mundo em 1989 e em 1990, uma candidata já havia sido eleita pelo mesmo título vinte e três (23) anos antes. Trata-se da russa Tania Ribchenkov (foto), eleita durante um único evento desta natureza dentro do festival anual de primavera de Brisbane, na Austrália, denominado Warana. Não há muitas informações sobre quantas candidatas disputaram o título ou demais colocações, mas o Warana Festival foi o projeto-embrião para o que hoje se denomina o Brisbane Festival realizado anualmente na Austrália com shows pirotécnicos, atrações musicais e envolvimento maciço do público local.

### Nova organização
Criado pelo empresário chinês Alex Liu em 1989, o Miss All Nations foi realizado de forma consecutiva durante dois anos. Para se adequar ao cronograma dos principais eventos de beleza da década, o Miss All Nations 1989 foi realizado ainda em 1988 e a sua vencedora reinou por mais de um ano, até coroar sua sucessora em 1990.
A primeira edição do certame causou certo interesse da mídia asiática e ocidental após sua vencedora, a representante da Nova Zelândia, Kirsten Roberts ter sido destronada por mal comportamento e por não cumprir com as regras e suas respectivas obrigações pós-concurso. Pouco tempo depois de coroada, assumiu seu lugar a sua primeira sucessora, isto é, a segunda colocada do concurso, a australiana Vanessa Lynn Gibson como nova Miss All Nations. Gibson terminou o reinado e se afastou dos holofotes australianos depois de entregar a faixa e a coroa.
A segunda edição foi realizada em 31 de Maio de 1990 com a participação de trinta e duas (32) participantes e com o cenário paradisíaco de Kuala Lumpur, capital da Malásia. Ainda com raíses asiáticas, o concurso não se importavam em eleger candidatas louras, e a segunda detentora do título internacional foi a belga An Balduck, que posteriormente viria a se tornar modelo profissional e que hoje detém uma agência de modelos, a Balduck Agency, em Gante, seu País natal.
Apesar de bem sucedido em suas edições, a organização do concurso perdeu força e patrocinadores chaves para a realização do evento foram se dispersando, fazendo com o que o concurso não fosse mais realizado. Após 20 anos, a ERM, de origem da Singapura assume a coordenação comprometendo-se a realizar o certame anualmente, com exceção da edição de 2013, que não foi realizada.

## Vencedoras
| Ano  | Vencedora            | País         | Origem      | Ref.   | Número de Candidatas |    |
| ---- | -------------------- | ------------ | ----------- | ------ | -------------------- | -- |
| 1989 | Vanessa Lynn Gibson  | Austrália    | Sydney      | [ 2 ]  | Bancoque             | 25 |
| 1990 | An Balduck           | Bélgica      | Gante       | [ 3 ]  | Kuala Lumpur         | 32 |
| 2010 | Diāna Kubasova       | Letônia      | Riga        | [ 4 ]  | Nanjing              | 56 |
| 2011 | Cristina-Elena David | Romênia      | Cluj-Napoca | [ 5 ]  | Nanjing              | 41 |
| 2012 | Daria Patkova        | Bielorrússia | Ulianovsk   | [ 6 ]  | Nanjing              | 43 |
| 2014 | Nayeli Quiroga Via   | Bolívia      | Cochabamba  | [ 7 ]  | Nanjing              | 36 |
| 2015 | Fernanda Valenzuela  | México       | Los Mochis  | [ 8 ]  | Nanjing              | 36 |
| 2016 | Laura Škutāne        | Letônia      | Riga        | [ 9 ]  | Nanjing              | 40 |
| 2017 | Poowisa Chawang      | Tailândia    | Chumphon    | [ 10 ] | Nanjing              | 25 |
| 2019 | Taliya Aybedullina   | Rússia       | Ulianovsk   | [ 11 ] | Nanjing              | 24 |

## Conquistas

### Por País
| Títulos | País         | Vitórias   |
| ------- | ------------ | ---------- |
| 2       | Letônia      | 2010, 2016 |
| 1       | Rússia       | 2019       |
| 1       | Tailândia    | 2017       |
| 1       | México       | 2015       |
| 1       | Bolívia      | 2014       |
| 1       | Bielorrússia | 2012       |
| 1       | Romênia      | 2011       |
| 1       | Bélgica      | 1990       |
| 1       | Austrália    | 1989       |

### Por Continente
| Títulos | Continente | Último País |
| ------- | ---------- | ----------- |
| 6       | Europa     | (2019)      |
| 2       | Américas   | (2015)      |
| 1       | Ásia       | (2017)      |
| 1       | Oceania    | (1989)      |
| 0       | África     |             |

## Desempenho Lusófono

### Miss All Nations Brasil
| Ano  | Representante                   | Estado           | Nascimento | Colocação | Ref.   |
| ---- | ------------------------------- | ---------------- | ---------- | --------- | ------ |
| 2012 | Joice Mary Ferreira de Oliveira | Sergipe          | Aracaju    |           | [ 12 ] |
| 2016 | Ana Gabriela Carvalho Borges    | Distrito Federal | Brasília   | 3º. Lugar | [ 13 ] |

#### Prêmios Especiais
- Miss Biquíni: Joice Oliveira (2012) [14]

### Miss All Nations Portugal
- Além do Brasil, apenas Portugal já participou do concurso. Suas representantes constam na lista abaixo:

| Ano  | Representante                     | Província        | Nascimento       | Colocação | Ref.   |
| ---- | --------------------------------- | ---------------- | ---------------- | --------- | ------ |
| 2012 | Ana Catarina Rodrigues            | Viana do Castelo | Viana do Castelo |           | [ 15 ] |
| 2014 | Rafaela Sofia Pardete Macêdo      | Setúbal          | Setúbal          |           | [ 16 ] |
| 2015 | Samantha Marisol Pereira Esteves  | Lisboa           | Lisboa           |           | [ 17 ] |
| 2016 | Inês Brusselmans Ferreira Martins | Lisboa           | Oeiras           |           | [ 18 ] |
| 2017 | Cláudia Patrícia Vieira Maia      | Viseu            | Viseu            |           | —      |
| 2019 | Carolina Leitão Marques Liquito   | Lisboa           | Lisboa           |           | [ 19 ] |

#### Prêmios Especiais
- Miss Vitalidade: Cláudia Maia (2017)

## Ligações Externas
- Site do Concurso (em inglês)
- Site do Concurso (em chinês)
- Página do Concurso no Facebook